# U-17-Fußball-Europameisterschaft 2026
Die Endrunde der 42. U-17-Fußball-Europameisterschaft soll im Sommer 2026 in Estland stattfinden. Dies entschied das UEFA Executive Committee am 26. September 2023 auf ihrem Treffen in Limassol. Estland war als Schauplatz der U-17-Fußball-Europameisterschaft 2020 vorgesehen, die aber aufgrund der COVID-19-Pandemie abgesagt werden musste. Das Turnier wird seit der U-17-Fußball-EM 2025 unter einem neuen Modus durchgeführt. Es werden zwei Qualifikationsrunden gespielt. An der Endrunde nehmen acht Nationen teil. Der Gastgeber tritt auch in der Qualifikation an, er hat seinen Platz unter den acht Endrundenteilnehmern aber sicher.

## Qualifikation
Alle meldenden Mannschaften spielen in einer Art Ligasystem mit Auf- und Abstieg mit einer Verbindung zur Qualifikation für die U-19-Fußball-Europameisterschaft 2028. Es werde zwei Qualifikationsrunden gespielt, in deren Verlauf die Teilnehmer an der Endrunde der U-17-EM sowie zur U-17-Fußball-Weltmeisterschaft 2026 ermittelt werden. Aus diesem Grund tritt auch der EM-Gastgeber Estland in der Qualifikation an, es hat seinen Platz unter den acht EM-Endrundenteilnehmern aber sicher.

### Erste Runde
Alle meldenden Verbände werden in zwei Dreier- und 12 Vierergruppen gelost. Die Gruppenspiele werden als Mini-Turniere bei einem der Gruppenteams durchgeführt. Die Gruppensieger und Gruppenzweiten qualifizierten sich für die Liga A in der 2. Runde, der Rest spielt in Liga B.

### Zweite Runde
Die 28 Teams in Liga A bilden sieben Vierergruppen, die als Mini-Turniere bei einer der beteiligten Mannschaften ausgespielt werden. Die Gruppensieger qualifizieren sich für EM und WM, zusätzlich erhalten die vier besten Gruppenzweiten ein Ticket zur Weltmeisterschaft. Sollte Estland zu den Gruppensiegern gehören, erhält auch der beste Gruppenzweite einen Startplatz bei der EM. Die Mannschaften auf dem vierten Platz jeder Gruppe steigen altesklassenübergreifend zur Qualifikation der U19-EM 2028 in die Liga B ab.

## Austragungsorte
Für das Turnier sind vier Spielstätten in zwei Städten in Nordestland vorgesehen. Der Schwerpunkt liegt dabei auf der Hauptstadt Tallinn.
| Tallinn |

| Rakvere |

| Tallinn |

| Rakvere |